# Abbaye de Herford
L'abbaye de Herford (allemand : Frauenstift Herford) était la plus ancienne des maisons religieuses de femmes du duché de Saxe. Elle a été fondée comme une maison de chanoinesses séculières en 789, d'abord à Müdehorst (près de la moderne Bielefeld) par un noble appelé Waltger, qui a l'a déplacée environ vers 800 sur les terres de son domaine Herivurth (plus tard Oldenhervorde), situé à la croisée de plusieurs chemins et près des gués sur l'Aa et de la Werre. L'actuelle ville de Herford s'est développée sur ce site autour de l'abbaye.
Bénéficiant de l'immédiateté impériale à partir du XIIe siècle, elle constituait un petit état autonome dans le Saint-Empire romain germanique. Elle relevait directement du pape sur le plan spirituel, et de l'empereur sur le plan temporel.

## Histoire

### IXe–XIIesiècles
L'abbaye a été consacrée en 832, et fut élevée à l'état de Reichsabtei (abbaye impériale) sous l'empereur Louis le Pieux (mort en 840). En matière ecclésiastique, elle relevait directement du pape et a été dotée d'un tiers de la succession à l'origine prévu pour l'abbaye de Corvey.
En 860, à l'instigation de l'abbesse Haduwy (Edwige), les restes de sainte Pusinne, plus tard sainte patronne de Herford, furent transférés depuis son ermitage de Binson (vicus Bansionensis près de Châlons-en-Champagne, Corbie). La présence de ces reliques de l'abbaye augmenta son importance et sa dédicace a été changée pour devenir celle des Saintes-Marie-et-Pusinne.
Au temps de l'abbesse Mathilde Ire, sa petite fille, Mathilde de Ringelheim (plus tard sainte Mathilde), a été amené jusqu'ici. En 909, après des négociations menées par sa grand-mère, elle fut mariée à Henri, duc de Saxe, qui deviendra roi de Germanie.
Entre 919 et 924, l'abbaye de Herford a été détruite par les Hongrois, mais elle a été reconstruite en 927.

### Reichsunmittelbarkeit
En 1147, l'abbaye, qui avait alors près de 850 biens et fermes, a obtenu l'immédiateté impériale (allemand : Reichsunmittelbarkeit). Cela fait d'elle un territoire autonome au sein du Saint Empire Romain germanique bien que modeste, comprenant une partie de la région de l'actuelle ville de Herford, qui a duré jusqu'au recès de la Diète d'Empire de 1803. Les abbesses sont devenues princesses impériales (allemand : Reichsfürstinnen) et ont pris rang à la diète d'Empire dans le collège des Prélats du Rhin. Le territoire appartenait au cercle du Bas-Rhin-Westphalie.
Les premiers Vögte semblent avoir été les Billunger, et après leur mort, Henri le Lion, qui a nommé les comtes de Schwalenberg sous-Vögte. À partir de 1180, après la chute d'Henri le Lion, ils ont exercé la même fonction pour l'archevêché de Cologne et le duché de Westphalie. En 1261, le poste semble être passé aux comtes de Sternberg et en 1382 aux comtes de Juliers-Berg.
Dans le voisinage de l'abbaye, la ville de Herford s'est développée, et a acquis des droits municipaux vers 1170-1180.
Jusqu'à la fin du XVe siècle, Saint-Herford avait quelque 37 églises, des chapelles, des monastères et autres maisons religieuses, et des hôpitaux. Sa vie spirituelle était donc comparable à celle du grand centre de Cologne.

### La Réforme
En 1533, au cours de la Réforme, l'abbaye est devenue luthérienne, sous la protection des électeurs de Brandebourg. À partir de 1649, pendant plus d'un siècle, les abbesses étaient toutes calvinistes, sans que cela ait modifié le caractère luthérien de la principauté. Aujourd'hui le Münster (église abbatiale) est une église protestante luthérienne de l'Église protestante de Westphalie.

### La dissolution
En 1802, l'abbaye fut dissoute lors de la sécularisation sous les termes du recès de la Diète d'Empire de 1803. Le 25 février 1803 elle fut annexée au comté de Ravensberg, qui appartenait au royaume de Prusse. En 1804, elle fut transformée en collégiale pour les hommes, et, en 1810, supprimée.
L'ancienne église de l'abbaye continue à être utilisée, et est connue sous le nom de Herforder Münster.

## Abbesses
- Theodrada, Tetta (838 – après 840)
- Addila (avant 844 – après 853)
- Hedwige (avant 858 – après 888)
- Mathilde I (avant 908 – après 911; Immedinger)
- Imma (avant 973 – après 995; Billunger)
- Godesdiu (avant 1002 – après 1040; Billunger)
- Swanhild (avant 1051–1076)
- Gertrud I (avant 1138 – après 1139)
- Jutta d'Arnsberg (avant 1146 – après 1162)
- Ludgard I (avant 1163 – après 1170)
- Eilika (c. 1212)
- Gertrude II de Lippe (avant 1217 – après 1233)
- Ida (avant 1238 – après 1264)
- Pinnosa (avant 1265 – après 1276)
- Mechthild II de Waldeck (avant 1277 – après 1288)
- Irmgard de Sayn-Wittgenstein(1290–1323)
- Lutgard II de Bicken (1324–1360)
- Heilwig de Bentheim (1361)
- Élisabeth I de Berg (1361–1374)
- Hillegund de Oetgenbach (1374–1409)
- Mechthild III de Waldeck (1409–1442)
  - Marguerite de Brunswick-Grubenhagen abbesse rivale 1442–1443
- Marguerite I de Gleichen (1443–1475)
  - Jakobe de Neuenahr, abbesse rivale 1476–1479
- Anne I de Hunolstein (1476–1494)
- Bonizet de Limburg-Stirum (1494–1524)
- Anne II de Limburg (1524–1565)
- Marguerite II de Lippe (1565–1578)
- Felicitas I d'Eberstein (1578–1586)
- Madeleine I de Lippe (1586–1604)
- Felicitas II d'Eberstein (1604–1621)
- Madeleine II de Lippe (1621–1640)
- Sidonie d'Oldenburg; 1640–1649)
  - Marie Claire Thérèse de Wartenberg, abbesse rivale 1629–1631
- Élisabeth II de Palatinat-Deux-Ponts (1649–1667)
- Élisabeth III de Palatinat (1667–1680)
- Élisabeth-Albertine d'Anhalt-Dessau (1680–1686)
- Élisabeth V, de Hesse-Cassel (1686–1688)
- Charlotte-Sophie de Courlande (de) (1688–1728)
- Jeanne-Charlotte d'Anhalt-Dessau (1729–1750)
- Sophie de Schleswig-Holstein-Gottorp (1750–1764)
- Frédérique-Charlotte de Brandebourg-Schwedt (1764–1802)